# Адейеми, Карим
Карим Давид Адейеми (нем. Karim David Adeyemi; 18 января 2002, Мюнхен, Германия) — немецкий футболист, нападающий дортмундской «Боруссии» и национальной сборной Германии.

## Клубная карьера

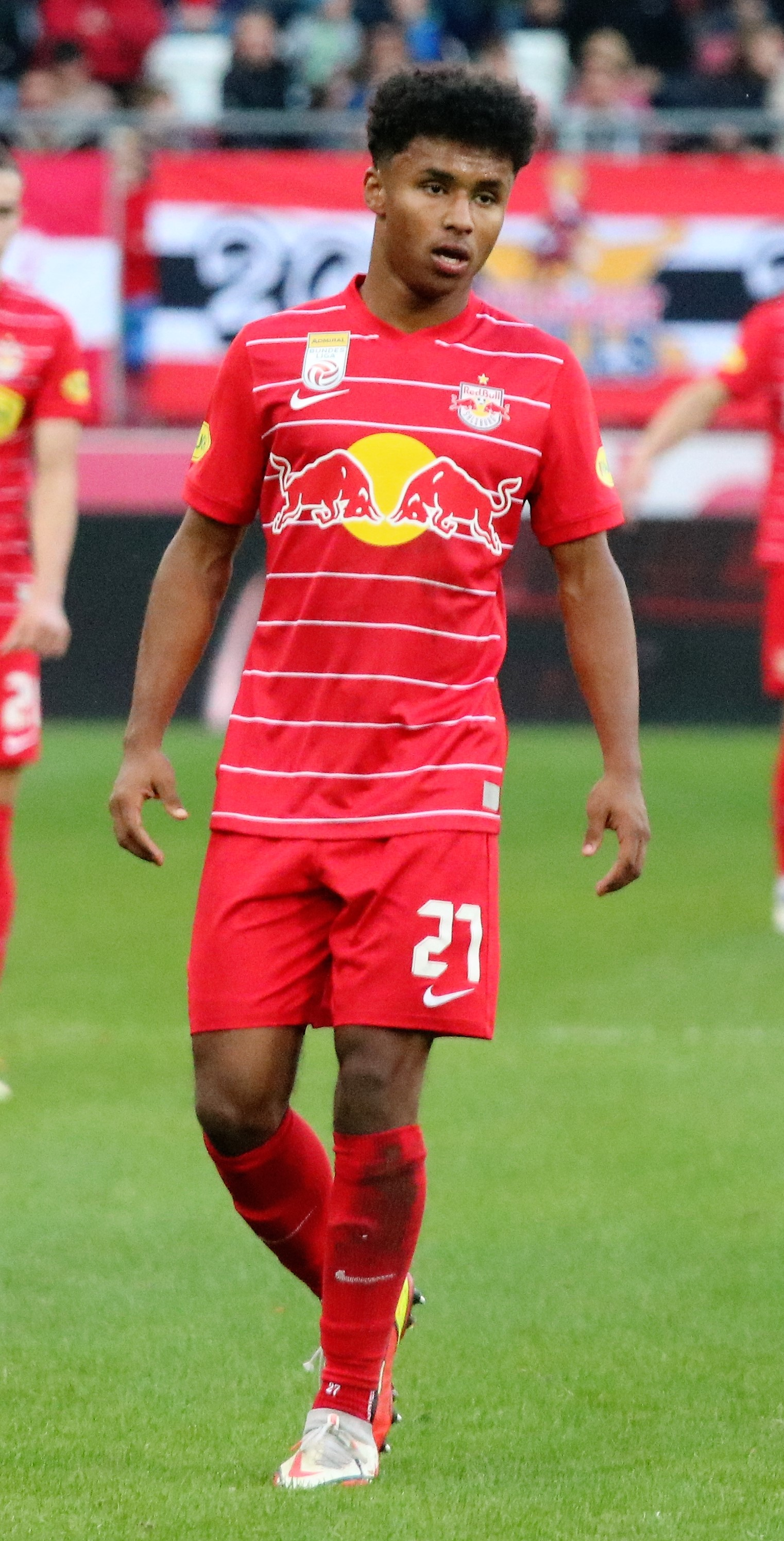
Адейми в составе «Ред Булл Зальцбург»

Адейеми — воспитанник немецких клубов «Форстенрид», «Бавария», «Унтерхахинг» и австрийского «Ред Булла». Для получения игровой практики он начал выступать за фарм-клуб последнего ― «Лиферинг». 20 февраля 2020 года в матче плей-офф Лиги Европы УЕФА против «Айнтрахта» из Франкфурта-на-Майне, Карим дебютировал за основной состав. 3 июня в матче против столичного «Рапида» он дебютировал в австрийской Бундеслиге. 1 июля того же года в матче против «Штурма» Карим забил свой первый гол за «Ред Булл».
10 мая 2022 года дортмундская «Боруссия» объявила о подписании футболиста, контракт с которым рассчитан до 30 июня 2027 года, а сумма сделки составила 30 млн евро.
1 октября 2024 года сделал хет-трик в ворота «Селтика» в матче Лиги чемпионов (7:1). Последним футболистом из Германии, сделавшим хет-трик в Лиге чемпионов, был Серж Гнабри, который забил три мяча ровно за 5 лет до Адейеми.

## Карьера в сборной
В 2019 году в составе юношеской сборной Германии Адейеми принял участие в юношеском чемпионате Европы в Ирландии. На турнире он сыграл в матчах против команд Испании и Австрии.
В 2021 году в составе молодёжной сборной Германии Адейми стал победителем молодёжного чемпионата Европы в Венгрии и Словении. На турнире он сыграл в матчах против команд Дании, Нидерландов и Португалии.
5 сентября 2021 года в отборочном матче чемпионата мира 2022 против сборной Армении Адейми дебютировал за главную сборную Германии. В этом же поединке Карим забил свой первый гол за национальную команду.

### Голы за сборную Германии
| #  | Дата            | Место проведения                          | Противник | Счёт | Результат | Соревнование                        |
| -- | --------------- | ----------------------------------------- | --------- | ---- | --------- | ----------------------------------- |
| 1. | 5 сентября 2021 | «Мерседес-Бенц Арена», Штутгарт, Германия | Армения   | 6:0  | 6:0       | Отборочный турнир ЧМ-2022. Группа J |

## Личная жизнь
Карим родился в Германии в семье нигерийца и румынки.

## Клубная статистика
| Выступление          | Выступление      | Выступление      | Чемпионат | Чемпионат | Кубки | Кубки | Еврокубки | Еврокубки | Прочие | Прочие | Итого | Итого |
| Клуб                 | Лига             | Сезон            | Игры      | Голы      | Игры  | Голы  | Игры      | Голы      | Игры   | Голы   | Игры  | Голы  |
| -------------------- | ---------------- | ---------------- | --------- | --------- | ----- | ----- | --------- | --------- | ------ | ------ | ----- | ----- |
| Лиферинг             | Вторая лига      | 2018/19          | 20        | 6         | 0     | 0     | 0         | 0         | 0      | 0      | 20    | 6     |
| Лиферинг             | Вторая лига      | 2019/20          | 14        | 9         | 0     | 0     | 0         | 0         | 0      | 0      | 14    | 9     |
| Лиферинг             | Вторая лига      | 2020/21          | 1         | 0         | 0     | 0     | 0         | 0         | 0      | 0      | 1     | 0     |
| Лиферинг             | Итого            | Итого            | 35        | 15        | 0     | 0     | 0         | 0         | 0      | 0      | 35    | 15    |
| Ред Булл (Зальцбург) | Бундеслига       | 2019/20          | 10        | 1         | 1     | 0     | 1         | 0         | 0      | 0      | 12    | 1     |
| Ред Булл (Зальцбург) | Бундеслига       | 2020/21          | 29        | 7         | 4     | 1     | 5         | 1         | 0      | 0      | 38    | 9     |
| Ред Булл (Зальцбург) | Бундеслига       | 2021/22          | 29        | 19        | 5     | 0     | 10        | 4         | 0      | 0      | 44    | 23    |
| Ред Булл (Зальцбург) | Итого            | Итого            | 68        | 27        | 10    | 1     | 16        | 5         | 0      | 0      | 94    | 33    |
| Боруссия (Дортмунд)  | Бундеслига       | 2022/23          | 24        | 6         | 2     | 1     | 6         | 2         | 0      | 0      | 32    | 9     |
| Боруссия (Дортмунд)  | Бундеслига       | 2023/24          | 21        | 3         | 1     | 0     | 12        | 2         | 0      | 0      | 34    | 5     |
| Боруссия (Дортмунд)  | Бундеслига       | 2024/25          | 15        | 3         | 1     | 0     | 7         | 5         | 0      | 0      | 23    | 8     |
| Боруссия (Дортмунд)  | Итого            | Итого            | 60        | 12        | 4     | 1     | 25        | 9         | 0      | 0      | 89    | 22    |
| Всего за карьеру     | Всего за карьеру | Всего за карьеру | 163       | 54        | 14    | 2     | 41        | 14        | 0      | 0      | 218   | 70    |

## Достижения

### Командные
«Ред Булл» Зальцбург
- Чемпион Австрии (3): 2019/20, 2020/21, 2021/22
- Обладатель Кубка Австрии (3): 2019/20, 2020/21, 2021/22

Германия (до 21)
- Победитель молодёжного чемпионата Европы: 2021

### Личные
- Золотая Медаль Фрица Вальтера: 2019, 2021
- Лучший бомбардир чемпионата Австрии: 2021/22

## Общественная деятельность
Карим Адейеми создал благотворительный фонд, который помогает бороться с бедностью в Нигерии. Деятельность предусматривает доставку продовольствия нуждающимся и спортивного инвентаря детям.